# David Wm. Sims
David Wm. Sims, né le 17 septembre 1963 à Austin (Texas), est un bassiste de rock américain. Il est surtout connu pour avoir joué dans les groupes Scratch Acid et The Jesus Lizard. Il était aussi, avec Steve Albini, membre de Rapeman dans les années 1980 et a également joué avec Pigface et dans le groupe Soul Machine, avec qui il a enregistré deux albums au cours de la décennie suivante.